# Edmund Andros

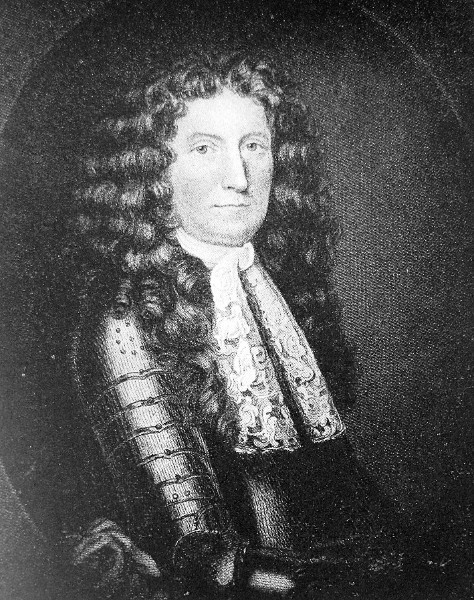
Edmund Andros

Sir Edmund Andros (Londen, 6 december 1637 – aldaar, 24 februari 1714) was een Engels koloniaal gezagvoerder in Noord-Amerika. Andros diende als koloniaal gouverneur van New York (1674-1681), New England (1686-1689), Virginia (1692–1697), Maryland (1693–1694) en Guernsey (1704–1706). Zijn acties in New England werden door velen niet warm onthaald. Hierdoor ontstond een opstand in Boston die deel uitmaakte van de Glorious Revolution.